# Cà Mau (Provinz)
Cà Mau ist die südlichste Provinz (tỉnh) von Vietnam. Sie gehört zur Mekongdeltaregion. Cà Mau stellt die Südspitze des Landes dar, an der der Golf von Thailand und das Südchinesische Meer ineinander übergehen. Am südlichsten Punkt des Festlandes befindet sich ein Monument, das ein beliebtes Tourismusziel darstellt. In der Nähe davon liegt auch der Nationalpark Mũi Cà Mau.
An die Provinz grenzt im Nordwesten Kiên Giang, im Nordosten Bạc Liêu.
1997 wurden große Teile von Cà Mau durch den tropischen Sturm Linda zerstört.

## Bezirke

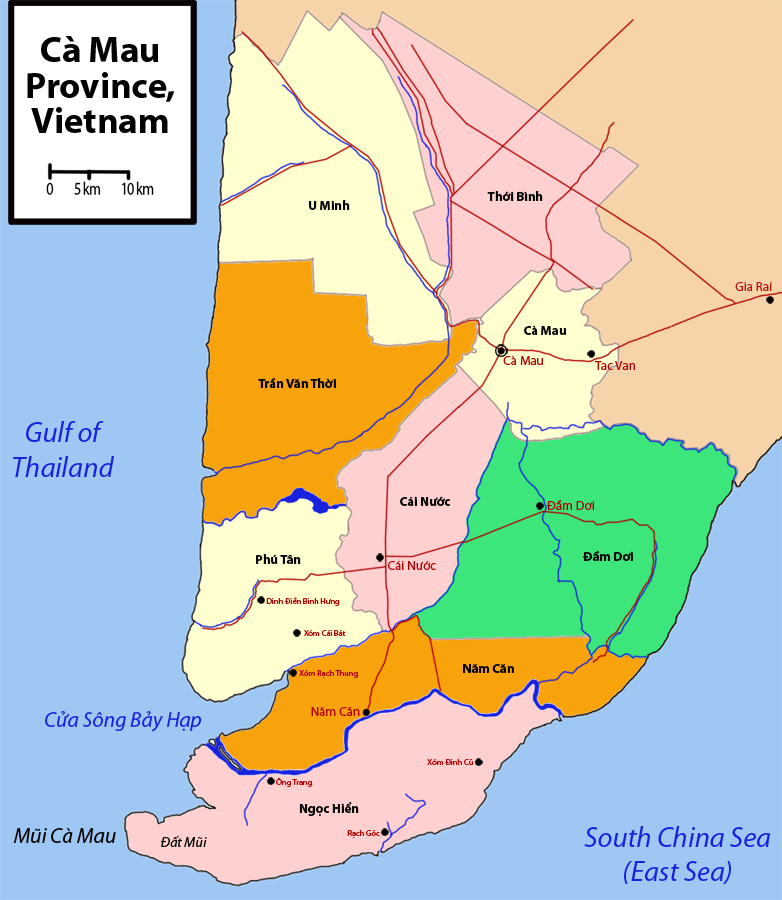
Bezirke von Cà Mau

Cà Mau gliedert sich in neun Bezirke:
- 8 Landkreise (huyện): Cái Nước, Đầm Dơi, Năm Căn, Ngọc Hiển, Phú Tân, Trần Văn Thời, Thới Bình sowie U Minh
- 1 Provinzstadt (thành phố trực thuộc tỉnh): Cà Mau (Hauptstadt)